# Giovanni Marradi

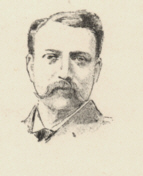
Giovanni Marradi.

Giovanni Marradi, född den 21 september 1852 i Livorno, död där den 6 februari 1922, var en italiensk poet och föreläsare.
I Nordisk familjebok skiver Holger Nyblom att Marradi "är en af Italiens nu lefvande främsta landskapsskildrare och har vunnit särskild ryktbarhet för sin utsökta form. Han är som landskapsdiktare en originell och kraftfull efterföljare till Carducci, sådan denne framträdde i t. ex. 'Idillio Maremmano'. I M:s landskap är beskrifningen mer musikalisk än pittoresk. Hans skaldelynne har ganska mycken läggning åt det humoristiska, men försmår ej heller den allvarliga historiska genren."
Marradis diktning representeras av följande arbeten: Canzoni moderne (1879), 19 ottobre 1880 (1880), Fantasie marine (samma år), Mortuaria (1832), Ricordi lirici (1885), Poesie (1887), Nuovi canti (1891), Ballate (1894), Rapsodia Garibaldina 1849 (1899) och Rapsodia Garibaldina 1860 (1903). År 1902 utkom hans samlade dikter, Poesie för åren 1875–1900, 1907 åter utgivna under namn av Poesie nuovamente raccolte e ordinate.